# 린다 칼슨

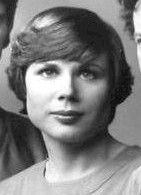
린다 칼슨 (1977년)

린다 칼슨(Linda Carlson, 1945년 5월 12일 ~ )은 미국의 배우, 텔레비전 배우, 영화배우이다.
녹스빌에서 태어났다.

## 영화
- 애니를 위한 곳 (1994년)
- 픽클 (1993년)
- 비버리 힐빌리즈 (1993년)
- 우리 생애 나날들 (1965년)